# 灰盒測試
灰盒测试是一種將白盒测试和黑盒测试相结合的測試。这种测试的目的是寻找由于应用程序的结构不当或用戶使用不当而产生的缺陷（如果有的话）。黑盒测试無需知道所测试的应用程序的内部结构，而白盒测试需要了解应用程序的内部结构。灰盒测试則只需了解程序的部分内部结构，例如程序内部数据结构的文档以及算法。